# Sirtsi looduskaitseala
Sirtsi (est. Sirtsi looduskaitseala) - rezerwat przyrody leżący na granicy prowincji Virumaa Zachodnia oraz Virumaa Wschodnia w Estonii. Rezerwat został założony w 1981 roku decyzją Rady Ministrów Estońskiej Socjalistycznej Republiki Radzieckiej. Obecnie obejmuje obszar bagienno-leśny o powierzchni 2573,5 hektara, z czego 9,1 hektara stanowią niewielkie oczka wodne.